# Château d'Aspremont
Pour les articles homonymes, voir Aspremont.
Le château d'Aspremont est un ancien château sur motte du XIe siècle dont les vestiges se dressent sur la commune française de Peyrehorade dans le département des Landes en région Nouvelle-Aquitaine.

## Localisation
Les ruines du château d'Aspremont sont situées sur une butte isolée sur la commune de Peyrehorade, dans le département français des Landes. La butte qui supporte les restes du château, en surplomb du confluent des gaves de Pau et d'oloron, a vraisemblablement été complétée par deux mottes artificielles dont la plus proche du plateau est couronnée d'un donjon à sept pans.

## Historique
Un premier château sur motte, d'où le nom d'Aspremont (« asper mons » : mont élevé), est construit dans le premier quart du XIe siècle par des vicomtes d'Orthe, de la famille des comtes de Dax.
Au XIIe siècle, un donjon en pierre est édifié non loin du premier et le château devient la résidence des vicomtes d'Orthe, du XVe au XVIe siècle. Le château subi plusieurs assauts qui le dégradent fortement. Les vicomtes d'Orthe finissent par le délaisser au XVIe siècle pour s'établir ailleurs.

## Description
Le site comprend une tour maîtresse ruinée sur motte du milieu du XIIIe siècle qui voisine une autre motte sur laquelle se dressait une tour maîtresse plus récente et  plus  à l’ouest, en périphérie de l’aire attribuée au château peut-être ceux d’un bâtiment plus restreint.
Le donjon à sept pans élevée dans le milieu du XIIIe siècle, en remplacement du premier château, fut ruiné en 1569. Il présente un plan remarquable, avec une partie orientée au sud-est rectangulaire, alors que celle orientée vers le nord-ouest, face au plateau, présente un éperon à quatre pans.